# Tanghin (Bingo)
Pour les articles homonymes, voir Tanghin.
Tanghin est un village du département et la commune rurale de Bingo, situé dans la province du Boulkiemdé et la région du Centre-Ouest au Burkina Faso.

## Santé et éducation
Le village possède deux écoles primaires publiques (A et B).